# 해밀학교
해밀학교는 강원특별자치도 홍천군에 있는 중학교 과정의 다문화가정 학생을 위한 각종학교이다. 혼혈가수인 인순이가 설립하였다. 

## 연혁
- 2013년 3월 1일 : 개교
- 2018년 3월 1일 : 강원도교육청 각종학교 인가 및 명덕초등학교 용수분교 자리로 이전[1][2]